# Fekete jakobinuskolibri
A fekete jakobinuskolibri (Florisuga fusca) a madarak osztályának sarlósfecske-alakúak (Apodiformes)  rendjébe és a kolibrifélék (Trochilidae) családjába tartozó faj.

## Rendszerezése
A fajt Louis Pierre Vieillot francia ornitológus írta le 1758-ban, a Trochilus nembe Trochilus fuscus néven. Sorolták a Melanotrochilus nembe Melanotrochilus fuscus néven.

## Előfordulása
Argentína északi, Brazília nyugati, Paraguay délkeleti és Uruguay keleti részén honos. Természetes élőhelyei a szubtrópusi vagy trópusi síkvidéki és hegyi esőerdők, valamint ültetvények, vidéki kertek, erősen leromlott egykori erdők és városi környezet. Vonuló faj.

## Megjelenése
Testhosszúsága 13 centiméter, testtömege 7 gramm.
|  |  |

## Szaporodása
Csésze alakú fészkét, növényi rostokból és a pókhálóból készíti.

## Külső hivatkozások
- Képek a fajról
- Internet Bird Collection - videók a fajról
- Xeno-canto.org - a faj hangja és elterjedési területe